# Karacadağdemirciler, Gerede
Karacadağdemirciler là một xã thuộc huyện Gerede, tỉnh Bolu, Thổ Nhĩ Kỳ. Dân số thời điểm năm 2010 là 163 người.